# Nanostreptus astix
Nanostreptus astix är en mångfotingart som beskrevs av Chamberlin 1923. Nanostreptus astix ingår i släktet Nanostreptus och familjen Spirostreptidae. Inga underarter finns listade i Catalogue of Life.